# Йохан I (Саксония-Лауенбург)
Йохан I (на немски: Johann I; * 1249; † 30 юли 1285, Витенберг) от род Аскани, е херцог на Саксония-Лауенбург.

## Живот
Той е най-големият син на херцог Албрехт I от Саксония (1212 – 1260) и Хелена фон Брауншвайг-Люнебург (1231 – 1273), дъщеря на херцог Ото Детето (1204 – 1252) от фамилията Велфи и Матилда от Бранденбург (1210 – 1261) от фамилията Аскани.
След смъртта на баща му през 1260 или 1261 г. той е на 12 години. Заедно с брат му Албрехт II те управляват заедно херцогството до пълнолетието им под надзора на майка им. По-късно те си разделят наследството на баща им. Йохан поема териториите на по-късното Херцогство Саксония-Лауенбург, a по-малкият му брат Албрехт получава частите, които по-късно стават Херцогство Саксония-Витенберг. Йохан става и бургграф на Магдебург през 1269 г.
През 1282 г. Йохан оставя управлението на тримата си сина, назначава брат си Албрехт като техен надзорник за времето на малолетието им и отива в манастир Витенберг. Той влиза във Францисканския орден и умира на 30 юли 1285.

## Деца
Йохан е женен през 1270 г. за Ингеборг (* ок. 1253, † 30 юни 1302), дъщеря на Биргер Ярл и сестра на херцог Ерик Биргерсон в Швеция и има с нея децата:
- Йохан II († 1322)
- Албрехт III († 1308)
- Ерих I († 1359)
- Елизабет, омъжва се 1287 г. за херцог Валдемар IV от Шлезвиг († 1312) (Дом Естридсон)
- Хелена († 1337), омъжва се I. за граф Гюнтер IX фон Шварцбург-Бланкенбург († 1289); II. 1297 г. за граф Адолф VI от Холщайн-Шауенбург († 1315)
- София († 1319), приора в Пльотцкау